# Ray Vanstone
James Ray Vanstone (Owen Sound, 12 de agosto de 1933 – Flórida, 9 de abril de 2001) foi um matemático canadense, que trabalhou com geometria diferencial e álgebra multilinear, em especial com conexões com a teoria da relatividade.
Vanstone estudou na Universidade de Toronto com bacharelado e mestrado, obtendo um doutorado em 1959 na Universidade de Natal, orientado por Hanno Rund, com a tese Generalized Metric Differential Geometry. Em 1959 foi lecturer, em 1961 professor assistente, em 1965 professor associado e em 1973 professor na Universidade de Toronto, onde aposentou-se em 1995.
Com seus colegas em Toronto Stephen Halperin e Werner Greub escreveu um livro-texto sobre geometria diferencial.

## Publicações selecionadas
- com Stephen Halperin, Werner H. Greub: Connections, Curvature and Cohomology, 3 Bände (Band 1: De Rham Cohomology of Manifolds and Vector Bundles, Band 2 Lie Groups, Principal Bundles and Characteristic Classes, Band 3 Cohomology of principal bundles and homogeneous spaces), Academic Press 1972, 1973, 1976